# Callohesma lucida
Callohesma lucida är en biart som först beskrevs av Exley 1974.  Callohesma lucida ingår i släktet Callohesma och familjen korttungebin. Inga underarter finns listade.

## Bildgalleri

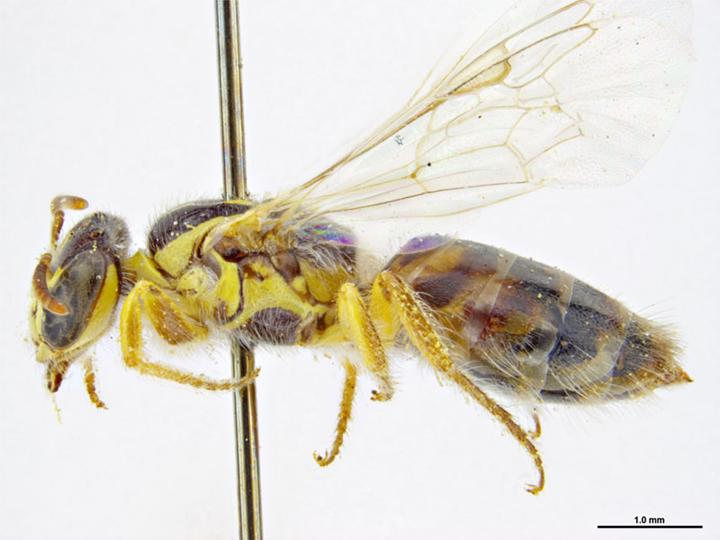
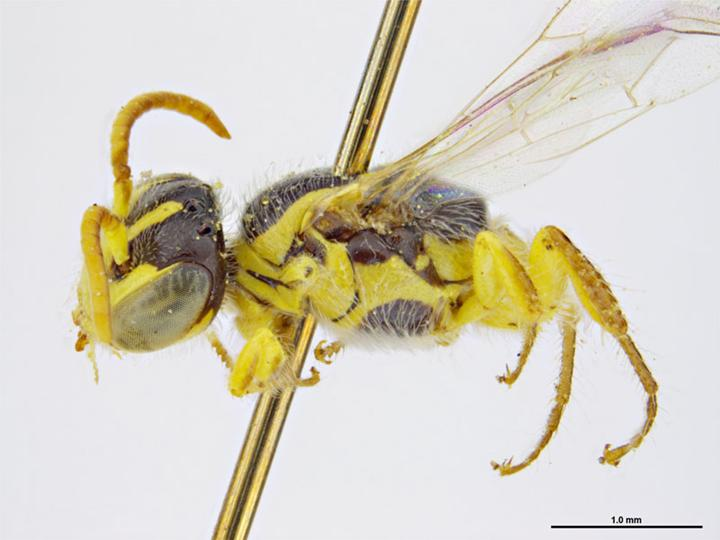